# Acherontiella kowalskiorum
Acherontiella kowalskiorum är en urinsektsart som beskrevs av Wanda M. Weiner och Judith Najt 1998. Acherontiella kowalskiorum ingår i släktet Acherontiella och familjen Hypogastruridae. Inga underarter finns listade i Catalogue of Life.